# 栋皮埃尔莱蒂约勒
栋皮埃尔莱蒂约勒（法語：Dompierre-les-Tilleuls，法語發音：[dɔ̃pjɛʁ le tijœl]）是法国杜省的一个市镇，位于该省南部，属于蓬塔利耶区。

## 地理
栋皮埃尔莱蒂约勒（46°52'18"N, 6°11'4"E）面积12.94 平方千米，位于法国勃艮第-弗朗什-孔泰大區杜省，该省份为法国东部内陆省份，北起上索恩省，西接汝拉省，东部及东南部与瑞士接壤，东北部与贝尔福地区省接壤。
与栋皮埃尔莱蒂约勒接壤的市镇（或旧市镇、城区）包括：沙佩勒迪安、拉里维耶尔德吕容、布沃朗。

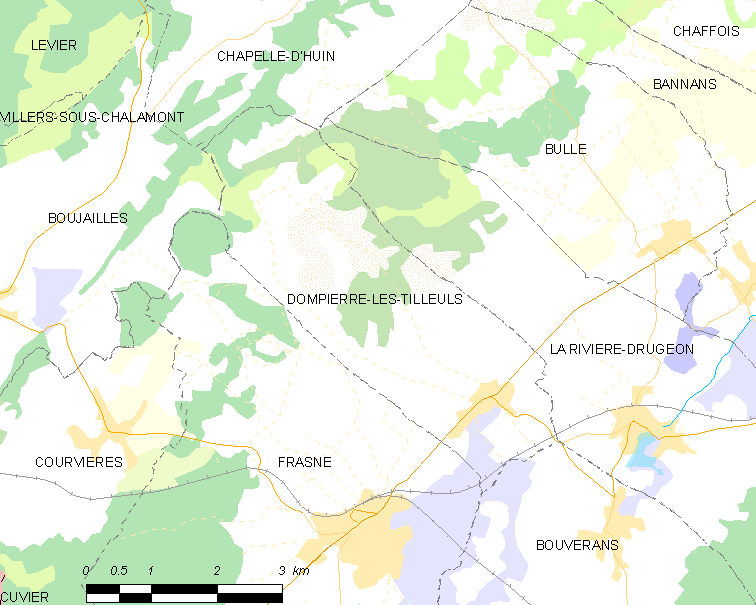
栋皮埃尔莱蒂约勒的OSM定位图

栋皮埃尔莱蒂约勒的时区为UTC+01:00、UTC+02:00（夏令时）。

## 行政
栋皮埃尔莱蒂约勒的邮政编码为25560，INSEE市镇编码为25202。

## 政治
栋皮埃尔莱蒂约勒所属的省级选区为弗拉讷县。

## 人口

1962-2008年间栋皮埃尔莱蒂约勒人口变化图示

栋皮埃尔莱蒂约勒于2022年1月1日时的人口数量为291人。